# エドワード・ボーエル
エドワード・L・G・ボーエル（Edward L. G. Bowell、1943年 - ）は、アメリカの天文学者である。

## 人物
ロンドンにて生まれ、ユニヴァーシティ・カレッジ・ロンドン・パリ大学で教育を受けた。
これまでに、572個の小惑星 と、周期彗星140P/ボーエル・スキッフ彗星および非周期彗星ボーエル彗星 (C/1980 E1) を発見している。
小惑星(2246) Bowellは彼の名前にちなんでいる。